# Кубня (Татарстан)
 Кубня  — железнодорожная станция в Зеленодольском районе Татарстана. Входит в состав Утяшкинского сельского поселения.

## География
Находится в западной части Татарстана на расстоянии приблизительно 34 км по прямой на юг по прямой от районного центра города Зеленодольск в правобережной части района на железнодорожной линии Ульяновск-Свияжск,.

## История
Основана в 1943 году.

## Население
Постоянных жителей было: в 1958 году — 119, в 1970 — 88, в 1979 — 63, в 1989 — 54. Постоянное население составляло 22 человека (русские 50 %, татары 50 %) в 2002 году, 9 в 2010.